# Stelzenläufer
Der Stelzenläufer (Himantopus himantopus) ist eine Vogelart aus der Familie der Säbelschnäbler (Recurvirostridae). In Mitteleuropa ist der Stelzenläufer auf Grund großräumiger Ortswechsel ein vereinzelter und unregelmäßiger Sommergast und gelegentlich auch Brutvogel. Den höchsten mitteleuropäischen Brutbestand gibt es in der ungarischen Tiefebene mit bis zu 400 Brutpaaren. Zu Beginn der 1990er Jahre siedelten sich Stelzenläufer auch wieder am Neusiedler See an, wo der Bestand 1860 erloschen war.

## Systematik
Die Systematik des Stelzenläufers ist noch unklar. Laut BirdLife International und der IUCN ist der Stelzenläufer eine fast weltweitverbreitete Art. Andere Autoren sehen den Stelzenläufer nur auf die Paläarktis, Afrika und Asien beschränkt und stellen die Stelzenläufer in Amerika und Australien/Ozeanien in eigene Arten.

## Merkmale

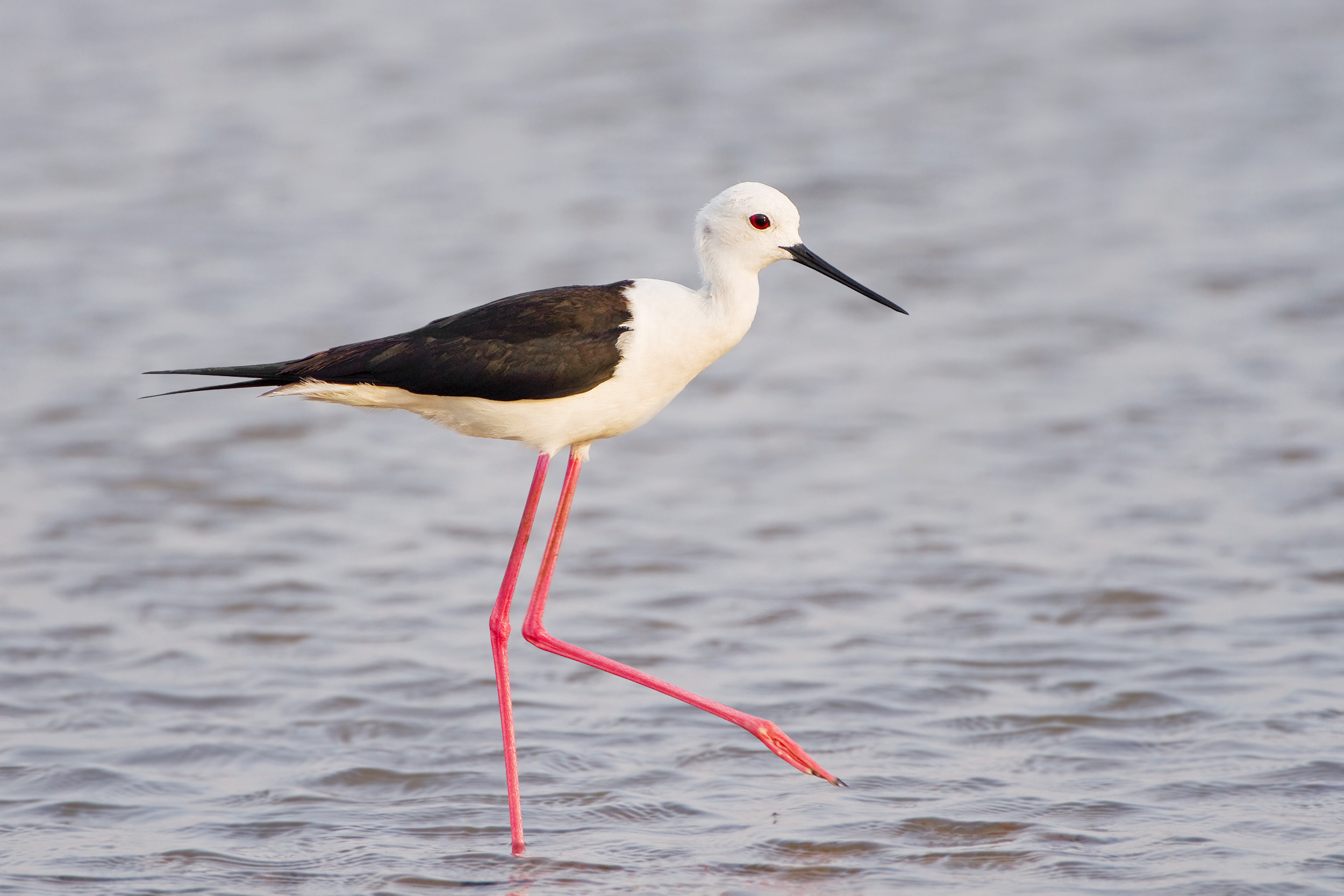
Besonders auffällig sind die langen Beine des Stelzenläufers

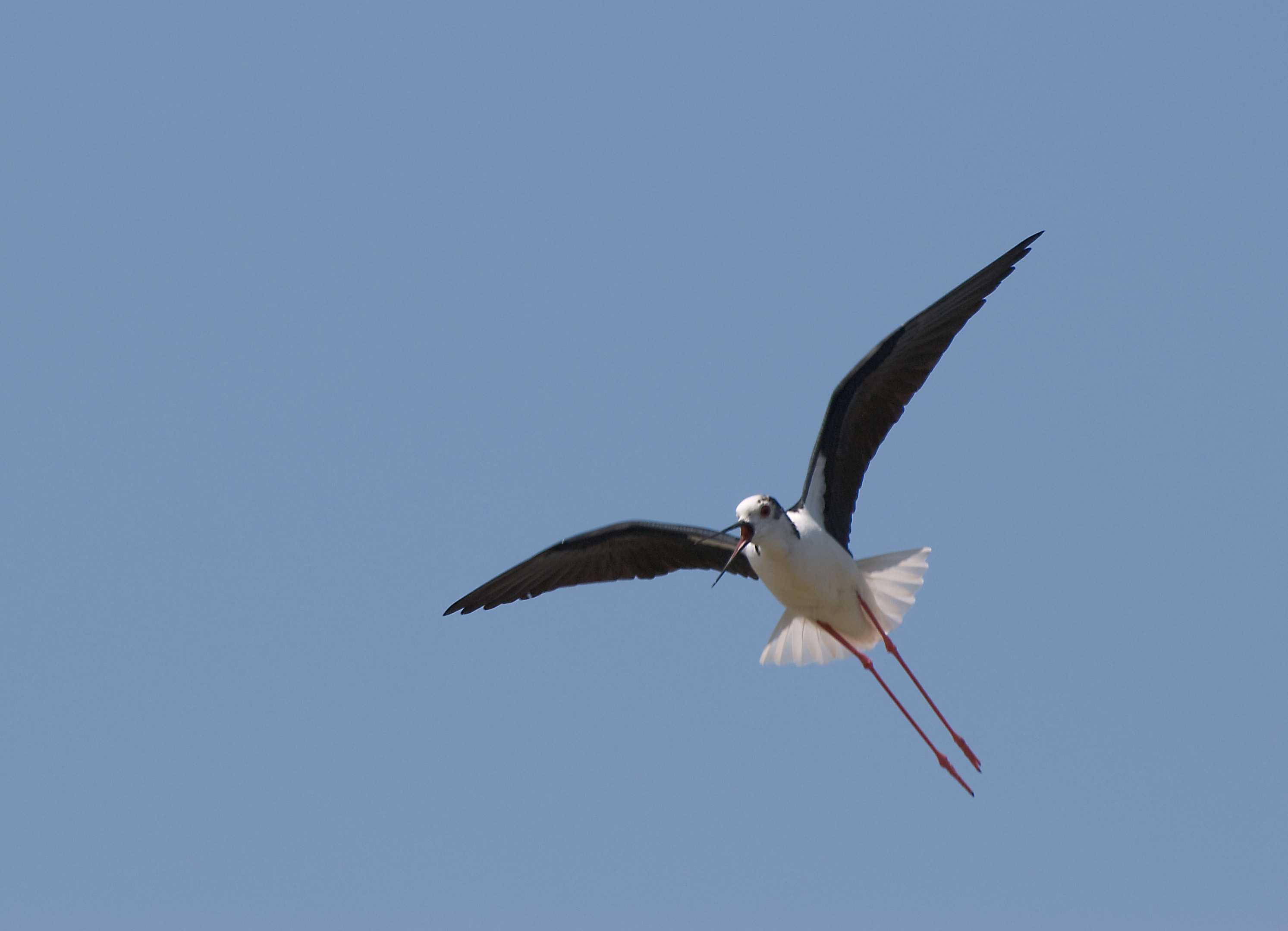
Im Flug

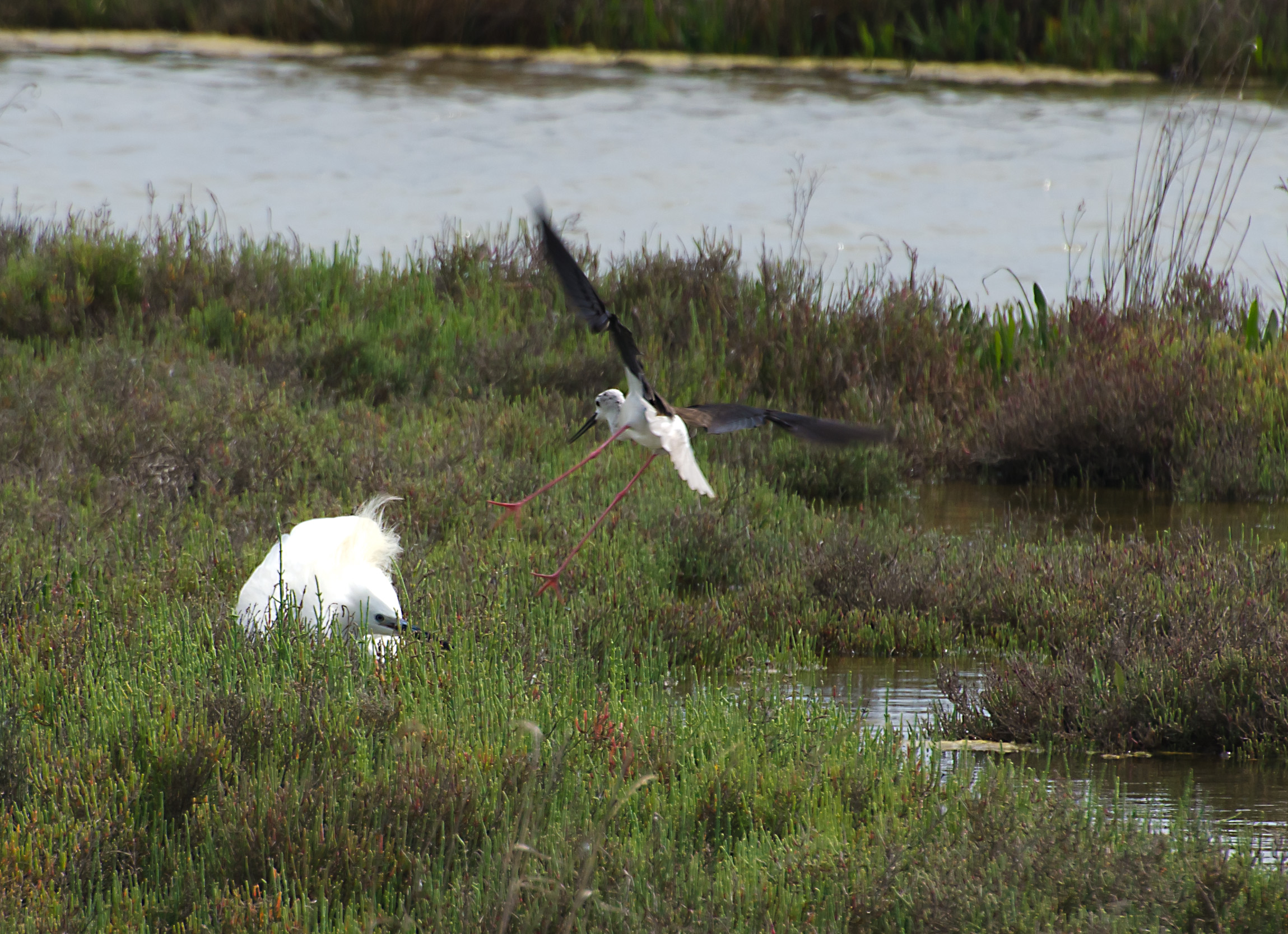
Stelzenläufer greift einen Seidenreiher (Egretta garzetta) an

Auffälligste Merkmale des Stelzenläufers sind seine extrem langen, roten Beine und der schwarze, nadelfeine, gerade und lange Schnabel.
Der Stelzenläufer erreicht eine Körperlänge von 33 bis 36 Zentimetern, wovon sechs Zentimeter auf den Schnabel entfallen. Die im Flug 14 bis 17 Zentimeter über die Schwanzspitze hinausgehenden Beine werden nicht zur Körperlänge gezählt. Kopf, Nacken, Unterseite und Oberschwanzdecken sind weiß, der obere Rücken und die Flügelunter- und Oberseite sind schwarz. Der Rücken und die Schultern haben bei adulten Männchen einen grünlichen, bei Weibchen einen bräunlichen Glanz. Bei den Weibchen entsteht so ein deutlicher Kontrast zu den schwarzen Flügeln. Die teilweise schwarze Färbung des Kopfes ist bei Männchen ausgeprägter, jedoch kein zuverlässiges Merkmal zur Geschlechtsbestimmung, da es Überschneidungen in der Ausprägung zwischen den Geschlechtern gibt. Meist haben die Altvögel einen grau angehauchten oder deutlich schwarzen Fleck hinter dem Auge, zudem kann der Hinterkopf und hintere Hals schwarz sein. Im Jugendkleid ist dieser Fleck nicht ausgeprägt, der Hinterkopf ist grau übergehaucht. Die Beine der Jungvögel sind fleischfarben, der Rücken ist deutlich bräunlich und die Schwungfedern haben helle Spitzen, wodurch ein heller Hinterrand auf den Flügeln entsteht.

## Stimme
Der Stelzenläufer ist nur zur Brutzeit stimmfreudig, ansonsten wenig zu hören. Sein häufigster Ruf ist ein schrilles, etwas quäkend und schnell aufgereiht klingendes „kjück kjück kjück...“, das dem Ruf des Säbelschnäblers ähnelt, jedoch weniger flüssig und härter klingend ist. Bei Alarm ruft der Stelzenläufer laut und rau „krit krit krit...“, ähnlich wie der Spornkiebitz. Ein weiterer Ruf klingt dem der Lachmöwe ähnlich wie ein rollendes „krre“. Der Ruf der Jungvögel erinnert mit „gipp!“ an den Bruchwasserläufer.

## Lebensraum und Verbreitung
Der Stelzenläufer lebt in Flachwasserzonen mit Süß-, Brack- oder Salzwasser in Lagunen, Salinen und Steppenseen. Seine langen Beine erlauben die Nahrungssuche in tiefem Wasser. Er kommt hauptsächlich im Süden Mitteleuropas, am Kaspischen und Schwarzen Meer und in der Türkei vor. Teilweise stößt er jedoch zur Brut auch in den Norden Mitteleuropas vor. Es gibt Brutpopulationen in Nordfrankreich und an der westlichen Donau.
Der Stelzenläufer ist ein Langstreckenzieher und überwintert in Afrika.

## Fortpflanzung

Fortpflanzung der Stelzenläufer
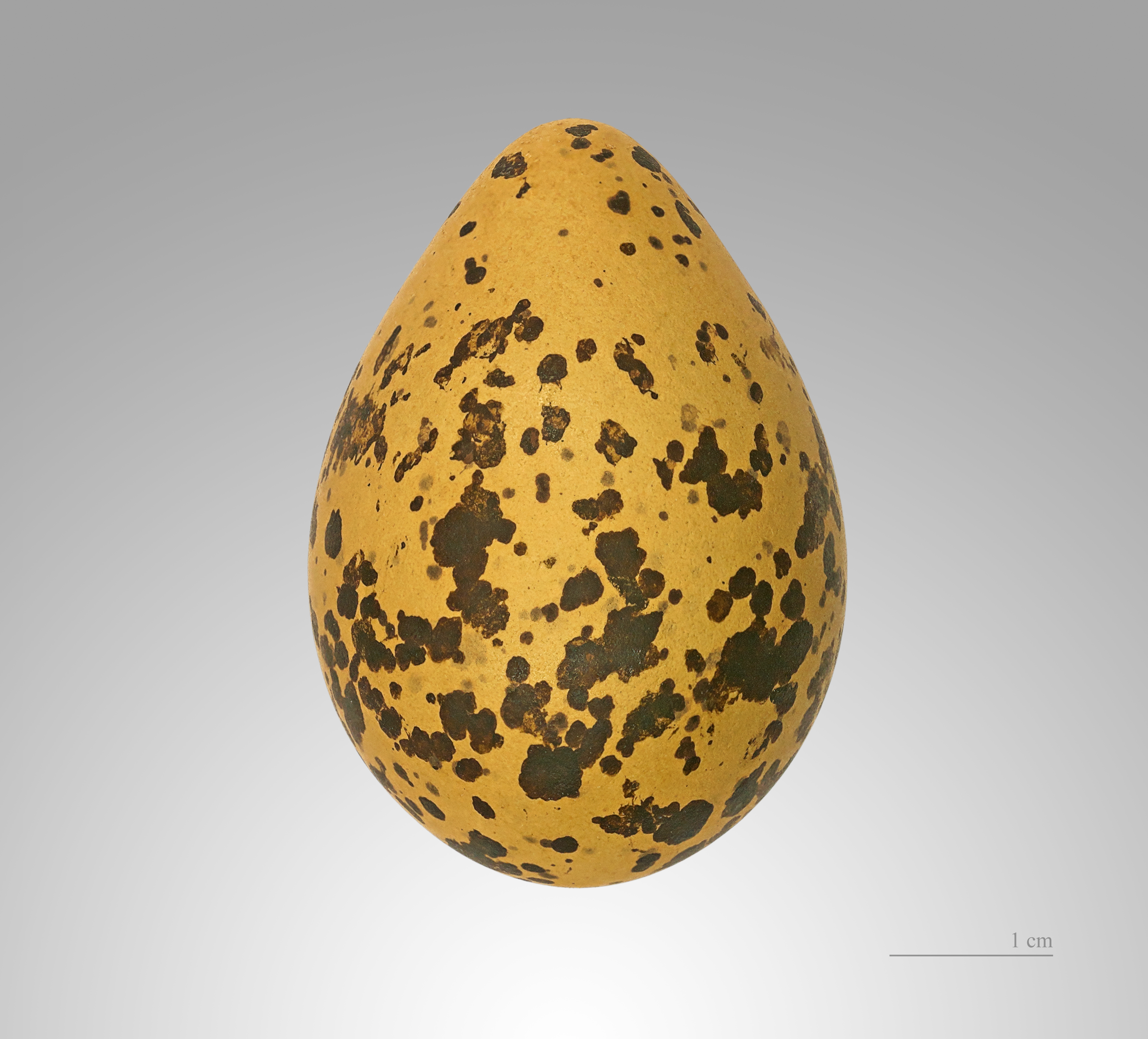
Ei des Stelzenläufers
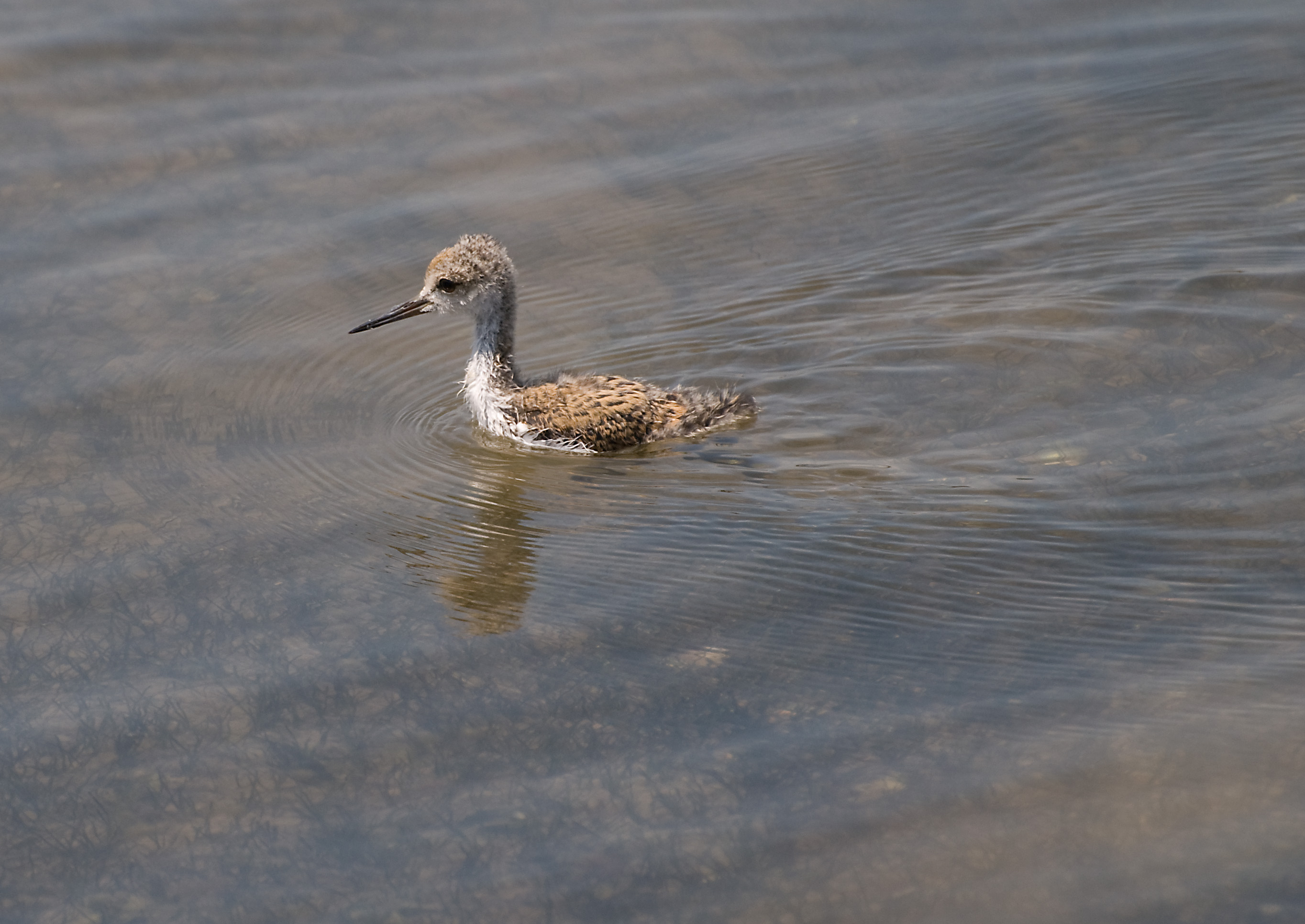
Küken
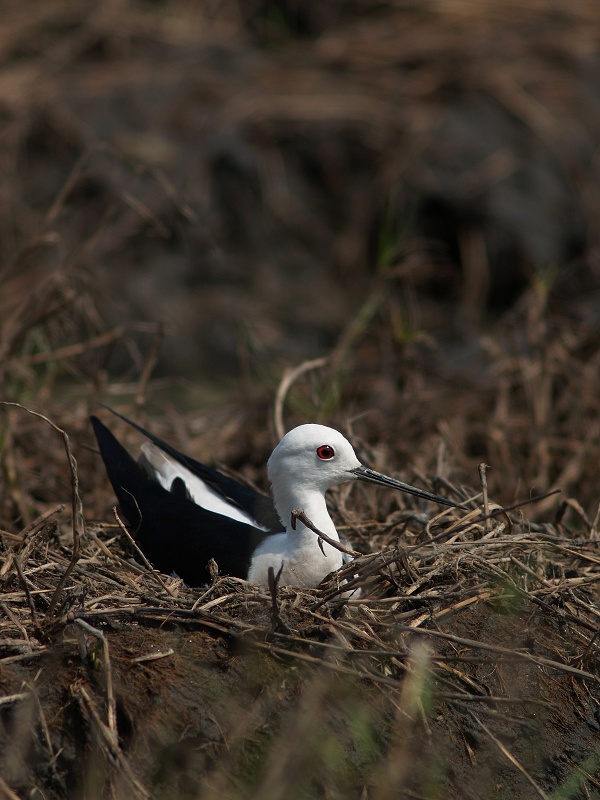
Brütender Stelzenläufer
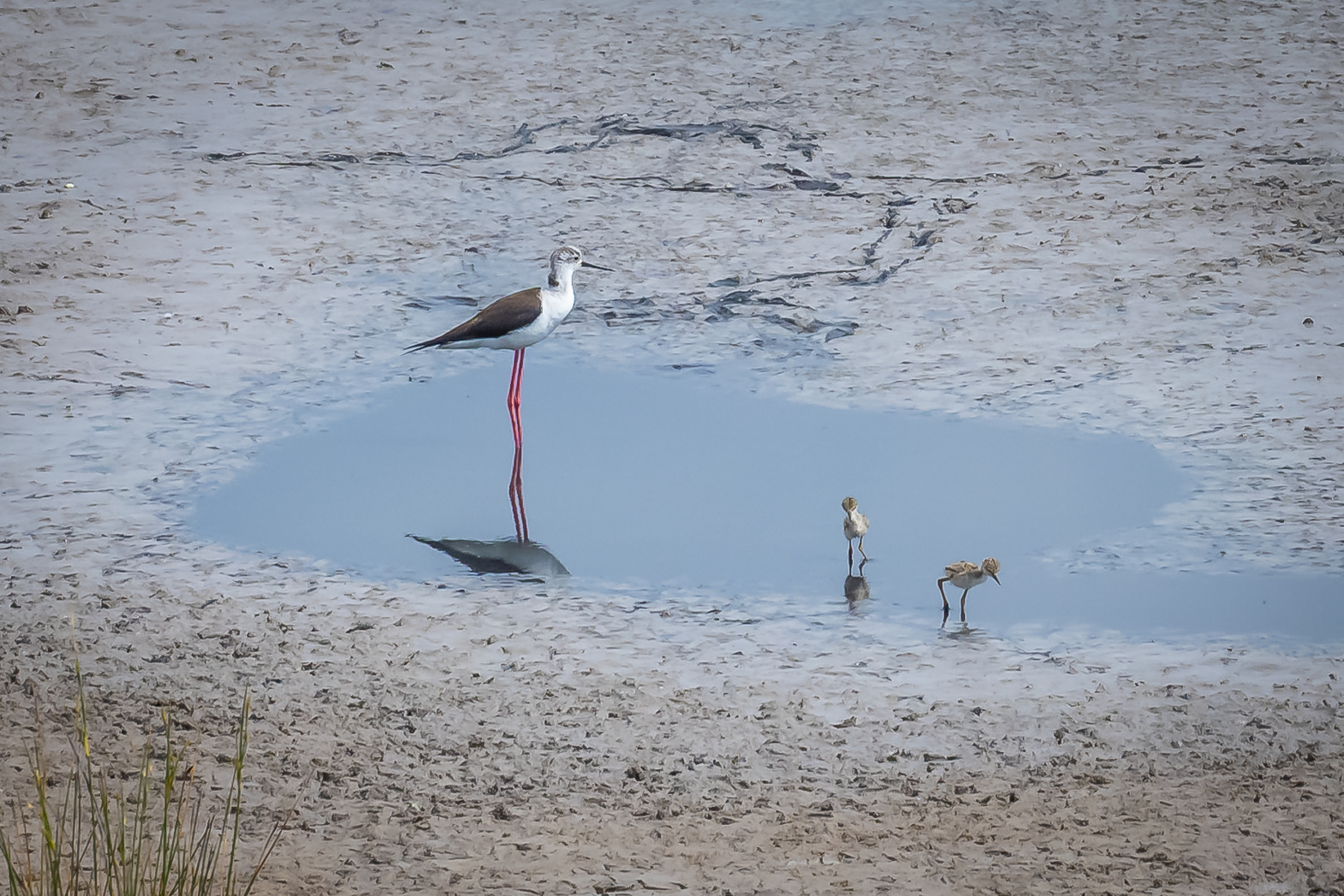
Erwachsenes Tier mit zwei Küken

Das Fortpflanzungsverhalten der Stelzenläufer ist noch nicht abschließend untersucht. Monogame Saisonehe ist vermutlich der Normalfall. Der Nistplatz in Form einer flachen Mulde wird auf dem Boden in der Nähe von Seichtwasser oder auf kleinen Inseln eingerichtet. Der Legebeginn ist abhängig von den Biotopverhältnissen und den Klimabedingungen. In Südeuropa beginnen Stelzenläufer bereits ab Mitte April mit der Eiablage, sonst liegt dieser Termin oft eher zwischen Mitte/Ende Mai und Ende Juni. Das Gelege umfasst in der Regel vier Eier; das Legeintervall beträgt dabei ein bis zwei Tage. Die Eier sind lehm- bis hell olivbraun und weisen sehr dichte kleine schwarzbraune Flecken auf. Die Brutdauer beträgt 23 bis 24 Tage. Beide Elternvögel sind an der Brut beteiligt. Die Jungvögel schlüpfen synchron und verlassen das Nest entweder am Schlupftag oder kurz danach. Sie sind mit 28 bis 32 Tagen selbständig.

## Bestand
Der europäische Gesamtbestand wird zu Beginn des 21. Jahrhunderts auf 37.000 bis 64.000 Brutpaare geschätzt. Die größten Populationen gibt es in Spanien, der Türkei und Russland.

## Belege

### Einzelbelege
1. ↑  Bauer et al., S. 422
2. ↑  Bauer et al., S. 422
3. ↑  Black-winged Stilt. IUCN, 2019, abgerufen am 4. Mai 2024.
4. ↑  del Hoyo, J. (Hrsg.): All the Birds of the World. Lynx Editions, Barcelona 2020, ISBN 978-84-16728-37-4, S. 219.
5. ↑  Chandler, S. 72
6. ↑  Bauer et al., S. 422
7. ↑  Bauer et al., S. 423
8. ↑  Bauer et al., S. 421